# Indra (album)
Pour les articles homonymes, voir Indra.
Albums de Indra
You and me
(1999) One Woman Show
(2010)
Singles
1. Besoin de vous
Sortie : 18 janvier 2005
2. Oublie-moi
Sortie : 6 juin 2005
3. Sois beau et tais-toi
Sortie : 24 avril 2006

Indra est le cinquième album studio de la chanteuse suédoise Indra. Il marque son grand retour après 7 ans d'absence. Indra a participé à Je suis une célébrité, sortez-moi de là ! peu avant la sortie de cet album, qui contient ses 4 premiers succès, parus de 1990 à 1992.

## Liste des titres
| No  | Titre                                                                                          | Auteur                                                                           | Producteur(s)                        | Durée |
| --- | ---------------------------------------------------------------------------------------------- | -------------------------------------------------------------------------------- | ------------------------------------ | ----- |
| 1.  | Sois beau et tais-toi (Electro-Activ mix)                                                      | Antoine Angelelli, Simon Caby, Michel Godebama, Antoine Madebago, Laura Marciano | Pedro Chanclas, Olivier Visconti     | 3:25  |
| 2.  | Oublie-moi                                                                                     | Tyron Carter, Daïtoo, Enga, Koto, Marco K.                                       |                                      | 3:30  |
| 3.  | À cause de toi                                                                                 | A. Angelelli, S. Caby, M. Godebama, A. Madebago, L. Marciano                     | Simon Caby, Tiery F., Laura Marciano | 2:51  |
| 4.  | I Feel                                                                                         | A. Angelelli, Indra Kuldasaar, H. Lindgren, L. Marciano                          | Tiery F.                             | 2:52  |
| 5.  | Another Reality                                                                                | Frédéric Allouet, P. Borg                                                        | Volodia                              | 2:52  |
| 6.  | My Step                                                                                        | I. Kuldasaar, L. Marciano                                                        | S. Caby, L. Marciano                 | 3:03  |
| 7.  | Ne m'appelle plus Baby                                                                         | A. Angelelli, Max Boublil, A. Madebago, L. Marciano                              | Tiery F.                             | 2:43  |
| 8.  | Kiss Me                                                                                        | T. Carter, Daïtoo, Badr Din, Dino, Ben Matik                                     |                                      | 3:20  |
| 9.  | Besoin de vous (en duo avec Frédéric Lerner)                                                   | Frédéric Lerner                                                                  | Pierre Jaconelli                     | 4:35  |
| 10. | Let's Go Crazy                                                                                 | Éric C. Dhaynaut, Jean-Pierre Fages, Pascal Maton, Éric Wagner                   |                                      | 3:50  |
| 11. | Misery                                                                                         | Eddy Beatboxking, Cathy Grier                                                    | Eddy Beatboxking                     | 4:10  |
| 12. | Gimme What's Real                                                                              | E. Beatboxking, Alexandra Forbes                                                 | E. Beatboxking                       | 4:07  |
| 13. | Temptation                                                                                     | E. Beatboxking, C. Grier                                                         | E. Beatboxking                       | 4:47  |
| 14. | Ha... Ha... Ha, I Love U (Electro-Activ mix extended) (Titre original : Sois beau et tais-toi) | A. Angelelli, S. Caby, M. Godebama, A. Madebago, L. Marciano                     | S. Caby, Tiery F., L. Marciano       | 5:10  |
| 15. | Confusion, I Gave U Everything (Titre original : À cause de toi)                               | A. Angelelli, S. Caby, M. Godebama, A. Madebago, L. Marciano                     | S. Caby, Tiery F., L. Marciano       | 2:51  |

## Crédits
- Mixé par Jean-Philippe Bonichon
  - "Sois beau et tais-toi" mixé par Pedro Chanclas et Olivier Visconti
  - "Another Reality" mixé par Volodia
  - "My Step" mixé par Simon Caby et Laura Marciano
  - "Besoin de vous" mixé par Steve Forward au Studio Guillaume Tell, Suresnes
- "Let's Go Crazy" enregistré et mixé par Pascal Maton à Graffiti Studio, Belgique
- "Misery" et "Temptation" enregistrés et mixés par Eddy Beatboxking à Unique Studio, New York
- "Gimme What's Real" enregistré par Phil Castellano et mixé par Acar Key

## Classement
| Classement (2006) | Meilleure position |
| ----------------- | ------------------ |
| France (SNEP)     | 63                 |